# Šárka (Fibich)
Šárka és una òpera en tres actes, opus 51, amb música de Zdeněk Fibich i llibret en txec d'Anežca Schulzová, alumna i amant. Fibich va compondre la partitura entre el 8 de setembre de 1896 i el 10 de març de 1897. En l'època, el públic txec va considerar a Fibich influït per la música de Richard Wagner, i Fibich va seleccionar la llegenda de Šárka per a aquest tema operístic per intentar enfrontar-se a tals sentiments. Fins i tot així, l'òpera encara conté l'ús de la idea wagneriana del leitmotiv. Es va estrenar al Teatre Nacional de Praga el 28 de desembre de 1897. Šárka és l'òpera més popular de Fibich i regularment reposada a la República Txeca.
L'assumpte, la llegenda bohèmia de Šárka que apareix en la literatura txeca del segle xiv, està relacionada amb el poema de Smetana Má vlast i l'òpera homònima de Janáček. Schulzová va usar com a principal font literària una versió de 1880 de la història feta per J. Vrchlický.

## Personatges
| Personatge | Tessitura    | Repartiment de l'estrena 28 de desembre de 1897 (Director: Adolf Čech) |
| ---------- | ------------ | ---------------------------------------------------------------------- |
| Ctirad     | tenor        | Bohumil Pták                                                           |
| Premysl    | baríton      | Václav Viktorin                                                        |
| Sárka      | soprano      | Růžena Maturová                                                        |
| Vitoraz    | baix         | Václav Kliment                                                         |
| Vlasta     | mezzosoprano | Anna Veverkova-Kettnerová                                              |
| Libyna     | soprano      |                                                                        |
| Svatava    | soprano      |                                                                        |
| Mlada      | soprano      |                                                                        |
| Radka      | mezzosoprano |                                                                        |
| Castava    | Contralt     |                                                                        |
| Hosta      | contralt     |                                                                        |